# ヴワディスワフ・ジェレンスキ
ヴワディスワフ・ジェレィンスキ（ポーランド語: Władysław Marcjan Mikołaj Żeleński; またはジェリンスキ（ジェリィンスキ, Żeliński）とも, 1837年7月6日 グロトコヴィツェ - 1921年1月23日 クラクフ）は、ポーランドの作曲家・ピアニスト・オルガニスト。

## 略歴
クラクフでフランツィシェク・ミレツキに、プラハでヨセフ・クレイチに、パリでナポレオン＝アンリ・ルベルに師事。1872年から1881年までワルシャワ音楽院で音楽理論の教師を務めた後、1888年2月7日に新設されたクラクフ音楽アカデミーの院長を務めた。
ポーランドの盛期ロマン派音楽を担った代表者であり、交響曲2つと演奏会用序曲2つ、ピアノ協奏曲1つ、ミサ曲3つのほか、カンタータやモテット、室内楽、ピアノ曲、歌曲を多数のこした。
息子のタデウシュ・ボイ＝ジェレンスキは作家になった。

## 主要作品一覧

### 歌劇
- （ポーランド語: Goplana）
- （ポーランド語: Janek）
- （ポーランド語: Konrad Wallenrod）
- （ポーランド語: Stara baśń）

### 管弦楽曲
- 序曲《タトラ山脈にて（ポーランド語: W Tatrach）》
- 序曲《森のこだま（ポーランド語: Echa leśne）》
- 悲歌的アンダンテ《挽歌（ドイツ語: Trauerklänge, Elegisches Andante）》Op.36
- 春の交響曲（ポーランド語: Symfonie lesne）作品41
- ポーランド舞踊組曲（ポーランド語: Suita tańców polskich）作品47
- 演奏会用ポロネーズ（ポーランド語: Polonez koncertowy

### 協奏曲
- ピアノ協奏曲 イ短調
- チェロと管弦楽のためのロマンス 作品40

### 室内楽曲
- ヴァイオリンとピアノのためのロマンス 作品16
- ヴァイオリン・ソナタ ヘ長調 作品30

- 弦楽四重奏曲 ヘ長調 作品28
- 弦楽四重奏曲 イ長調 作品42
- 自作主題による弦楽四重奏のための変奏曲（ポーランド語: Wariacje na temat własny） 作品21 （1883年）

- ピアノ三重奏曲 ホ長調 作品22

- ピアノ四重奏曲 ハ短調 作品61

### 鍵盤楽曲
- オルガンのための《25の前奏曲》 作品38

- ピアノ曲《2つのマズルカ》 作品31
- ピアノ曲《典礼行進曲》作品44
- ピアノ曲《夢（フランス語: Rêverie）》作品48

### 声楽曲
100曲以上の歌曲を遺したが、中でも以下が有名。
- （ポーランド語: Na Anioł Pański）
- （ポーランド語: Słowiczku mój
- （ポーランド語: Zaczarowana królewna）

## 参考資料
- "Żeleński Władysław". Internetowa encyklopedia PWN. 2006年11月19日閲覧。